# Kirsten Moesgaard
Kirsten Moesgaard Sørensen (født 30. maj 1957) er en dansk advokat, kommunalpolitiker og tidligere regional politiker, der siden 2010 har siddet i byrådet i Vesthimmerlands Kommune. Hun var medlem af regionsrådet i Region Nordjylland i to valgperioder fra 2010 til 2017. Moesgaard brød med Det Konservative Folkeparti i 2016, men fortsatte i såvel by- som regionsråd perioden ud. Ved kommunalvalget i 2017 og 2021 blev hun valgt til byrådet i Vesthimmerlands Kommune for Vesthimmerlandslisten. Kirsten Moesgaard er bosat i Farsø.
Moesgaard har været medlem af byrådet i den forhenværende Farsø Kommune valgt for lokallisten "Den Alternative Liste".

## Uddannelse og erhverv
Kirsten Moesgaard er uddannet cand.jur. fra Aarhus Universitet. Hun har arbejdet i den kommunale forvaltning i Farsø Kommune, før hun i 1997 stiftede Advokatfirmaet Moesgaard, hvor hun fortsat er aktiv. Firmaet yder juridisk rådgivning til både private og erhverv og er medlem af Danske Advokater og Advokatsamfundet.
Moesgaard blev første gang opstillet til kommunalvalget i 1993 gennem en liste under Farsø Borgerforening, men blev ikke valgt. I 1997 stillede hun op igen uden held. Ved valget i 2001 blev hun valgt ind i Farsø Kommunes kommunalbestyrelse som nummer to på en lokal liste. Efter kommunalreformen blev hun en del af Vesthimmerlands Byråd, hvor hun meldte sig ind i Det Konservative Folkeparti sammen med andre medlemmer af hendes oprindelige liste.
Hun blev formand for Vesthimmerlands Vand i 2014. I 2010 blev Moesgaard genvalgt til byrådet og valgt til Regionsrådet i Region Nordjylland, hvor hun var medlem af Udvalget for Sundhed og Sammenhæng. Hun arbejdede aktivt for Farsø Sygehus, bl.a. for udvidelse af operationskapaciteten, og kritiserede offentligt budgetbeslutninger, som fjernede midler til sygehusets udvikling.
I december 2016 kritiserede hun offentligt sine partifæller for ikke at tage afstand fra en politianmeldelse, som borgmester Knud Kristensen havde indgivet mod en kollega i forbindelse med en sag om inhabilitet. I juni 2017 forlod hun helt Det Konservative Folkeparti og blev løsgænger i både byråd og regionsråd.
Senere i 2017 blev Kirsten Moesgaard frontfigur for den nye tværpolitiske lokalliste VestHimmerlandListen, som stillede op til kommunalvalget. Listen havde fokus på erhvervsliv, sundhed, trivsel og lokale udviklingsprojekter, herunder støtte til Farsø Sygehus og turisme ved Limfjorden. Listen lagde vægt på repræsentation fra hele Vesthimmerlands Kommune. I 2021 fik Mosegaard frataget in post som Næstformanden for Teknik- og Miljøudvalget i  Vesthimmerland kommune, fordi det et flertal i kommune rådet mener, hun har overtrådt sin tavshedspligt, hvilke Mosegaard benægtede.